# Isaak Krejsberg
Isaak Mironowicz Krejsberg (ros. Исаа́к Миро́нович Кре́йсберг; ur. 23 lutego?/7 marca 1898 w Kijowie, zm. 16 stycznia 1919 w Połtawie) – bolszewik, polityk Ukraińskiej SRR.

## Życiorys
W 1914 wstąpił do SDPRR(b), prowadził działalność komunistyczną w Mińsku, Dźwińsku i Kijowie, po wybuchu I wojny światowej został powołany do rosyjskiej armii. Po rewolucji lutowej został sekretarzem Kijowskiego Komitetu SDPRR(b) i bolszewickiej frakcji Rady Kijowskiej oraz członkiem Kijowskiego Komitetu Rewolucyjnego, brał udział w zbrojnym powstaniu komunistów w Kijowie. W 1918 był członkiem KC KP(b)U i ludowym komisarzem finansów Ukraińskiej SRR, uczestniczył w organizowaniu bolszewickiego podziemia w Odessie i przygotowywaniu zbrojnego powstania w Charkowie i Jekaterynosławiu. W styczniu 1919 został schwytany przez oddziały antykomunistyczne i rozstrzelany.